# Viceversa (álbum)
Viceversa es el título del 14°. álbum de estudio grabado por el cantautor puertorriqueño de salsa Gilberto Santa Rosa. Fue lanzado al mercado bajo el sello discográfico Sony Discos el 3 de septiembre de 2002. 
El álbum Viceversa fue nominado al Premio Grammy Latino al Mejor Álbum de Salsa y «Por más que intento» fue nominado al Premio Grammy Latino a la Mejor Canción Tropical en la 4°. entrega de los Premios Grammy Latinos, celebrados el miércoles 3 de septiembre de 2003.

## Lista de canciones
| Viceversa |                                         |                           |          |  |
| N.º       | Título                                  | Escritor(es)              | Duración |  |
| 1.        | «Un montón de estrellas»                | Linares · Lusafrica       | 4:33     |  |
| 2.        | «Tanto que te quiero»                   | José Luis "Caplis" Chacin | 4:28     |  |
| 3.        | «Si te dijeron» (Bolero)                | Víctor Manuelle           | 4:08     |  |
| 4.        | «Cómo el que no quiere la cosa»         | Domingo Quiñones          | 3:38     |  |
| 5.        | «Nunca te he dicho»                     | Rafy Monclova             | 4:29     |  |
| 6.        | «No pensé enamorarme otra vez» (Bolero) | Jorge Luis Piloto         | 5:18     |  |
| 7.        | «Viceversa»                             | Juan Carlos de la Vega    | 4:10     |  |
| 8.        | «Si te dijeron» (Salsa)                 | Víctor Manuelle           | 5:18     |  |
| 9.        | «Por más que intento» (Bolero)          | Kike Santander            | 4:06     |  |
| 10.       | «Es fatal»                              | Javier Montes             | 4:33     |  |
| 11.       | «Sacúdeme»                              | Armando Manchores         | 5:16     |  |
| 12.       | «Por más que intento» (Salsa)           | Kike Santander            | 4:44     |  |
| 13.       | «El refrán se te olvidó»                | José A. Pinares           | 5:23     |  |
| 60:01     |                                         |                           |          |  |

## Posicionamientos en las listas
| Lista (2002)                         | Máxima posición |
| ------------------------------------ | --------------- |
| U.S. Billboard 200                   | 181             |
| U.S. Billboard Top Latin Albums      | 2               |
| U.S. Billboard Tropical/Salsa Albums | 1               |

### Sucesión y posicionamiento
| Predecesor: Vuela muy alto de Jerry Rivera | U.S. Billboard Tropical/Salsa Albums — Álbum N° 1 21 de septiembre de 2002 - 15 de noviembre de 2002 | Sucesor: Le preguntaba a la luna de Víctor Manuelle |